# Karl-Heinz Thiele
Karl-Heinz Thiele (* 9. März 1930; † 15. August 2024 in Halle (Saale)) war ein deutscher Chemiker und Professor für Anorganische Chemie an der TH Leuna-Merseburg und der Universität Halle.

## Leben und Werk
Thiele studierte Chemie an der Universität Greifswald und promovierte dort 1957 bei Gerhard Bähr. Seine Habilitation erfolgte 1962 an der TH Magdeburg. Im gleichen Jahr wurde er zum Hochschuldozenten in Magdeburg ernannt. 1964 wurde er zum Professor an der TH Magdeburg berufen. 1970 nahm er einen Ruf an die TH Leuna-Merseburg an. Er war dort Institutsdirektor des Institutes für Koordinationschemie und Homogene Katalyse und Ende der 1980er Jahre Dekan des Fachbereiches Chemie. Thiele wurde 1992 auf einen Lehrstuhl für Anorganische Chemie der Universität Halle berufen. 1995 wurde er emeritiert.
Seine Forschungsschwerpunkte lagen auf dem Gebiet der Organometallchemie, Komplexkatalyse und der Synthese von Reinststoffen für mikroelektronische Zwecke.

## Ehrungen
- 1988: Ehrendoktorwürde der Universität Veszprém (Ungarn)
- 1990: Clemens-Winkler-Medaille der Chemischen Gesellschaft der DDR

## Buchpublikation
- Joachim Finster (Autor), Eberhard Hoyer (Autor), Gottfried Kempe (Autor), Karl-Heinz Thiele (Autor): Reaktionsverhalten und Syntheseprinzipien, Arbeitsbuch 7 im Lehrwerk Chemie, 3 Auflagen von 1976 bis 1989 im VEB Deutscher Verlag für Grundstoffindustrie.

## Publikationen
Von Thiele stammen mehr als 200 Publikationen in wissenschaftlichen Fachzeitschriften. Unter anderem war er federführender Autor der Reihe „Beiträge zur Chemie der Alkylverbindungen von Übergangsmetallen“, in der Beiträge aus der eigenen Arbeitsgruppe publiziert wurden.
- K.-H. Thiele, M. Panse: Beiträge zur Chemie der Alkylverbindungen von Übergangsmetallen. XXVII. Darstellung von Titanacetaten aus Tetramethyl‐ und Tetrabenzyltitan, Zeitschrift für anorganische und allgemeine Chemie 441 (1978) 23–28. DOI: 10.1002/zaac.19784410103
- R. Beckhaus, K.-H. Thiele: Zur Darstellung von Übergangsmetall-Butadien-Komplexen mittels Vinyllithium, Journal of Organometallic Chemistry 317 (1986), 23–31. DOI: 10.1016/S0022-328X(00)99341-0
- R. Beckhaus, K.-H. Thiele, D. Ströhl: Bis(pentamethylcyclopentadienyl)metalldivinyl-Verbindungen des Titaniums, Zirconiums und Hafniums; Bildung von Titanacyclobutan- und Zirconacyclopent-2-en-Derivaten, Journal of Organometallic Chemistry 369 (1989) 43–54. DOI: 10.1016/0022-328X(81)80005-8
- K.H. Thiele, A. Scholz, J. Scholz, U. Böhme: Iminoacetylacetonate Complexes of Lanthanides: Synthesis, Properties and Structure, Zeitschrift für Naturforschung - Section B Journal of Chemical Sciences, 48 (1993) 1753–1759. DOI: 10.1515/znb-1993-1210
- U. Böhme, K.-H. Thiele: Bis[(tert-butylamido-dimethylsilyl)cyclopentadienyl]zirconium, (t-C4H9NSiMe2C5H4)2Zr, ein spiranoider Zirconacyclus, Journal of Organometallic Chemistry, 472 (1994) 39–41. DOI: 10.1016/0022-328X(94)80191-6
- K.-H. Thiele, H. Windisch, H. Bögel, J. Dettmann: Beiträge zur Chemie der Alkylverbindungen von Übergangsmetallen. 62. Darstellung und NMR‐spektroskopische Untersuchung von Komplexen des Tetramethyltitans. Z. anorg. allg. Chem. 620 (1994) 697–702. doi:10.1002/zaac.19946200419
- V. Lorenz, K.-H. Thiele, B. Neumüller: Syntheses and Crystal Structures of Diazadiene Complexes of the Alkaline Earth Metals,  Zeitschrift für Naturforschung - Section B Journal of Chemical Sciences, 50 (1995) 71–75. DOI: 10.1515/znb-1995-0114